# Gambische Fußballnationalmannschaft (U-23-Männer)
Die gambische U-23-Fußballnationalmannschaft ist eine Auswahlmannschaft gambischer Fußballspieler, die der Gambia Football Federation unterliegt. Sie repräsentiert den Verband bei internationalen Freundschaftsspielen wie auch von 1991 bis 2015 bei den Afrikaspielen und seit 2011 beim U-23-Afrika-Cup, welcher über die Teilnahme an den Olympischen Sommerspielen entscheidet.

## Geschichte
Vor dem Start der Qualifikation für die Afrikaspiele 1991 zog sich Gambia bereits aus der Runde zurück. Bei der Qualifikation für die folgenden Spiele, meldete die Mannschaft dann gar nicht erst wieder. Seit den Spielen 2019 ist es die Aufgabe der U-20 sich für den Wettbewerb zu qualifizieren.
Bei der Qualifikation zur Erstaustragung des U-23-Afrika-Cup im Jahr 2011, wurde das Team gegen Benin gezogen, zog sich vor der Partie aber zurück. Bei der nächsten Austragung nahm die Mannschaft schließlich gar nicht erst teil. Anschließend daran bei der Qualifikation für die Ausgabe 2019 nahm man zwar teil, nach der Ziehung gegen Libyen zog man sich aber ein weiteres Mal vorzeitig zurück. So war man erstmals bei der Qualifikation für die Austragung im Jahr 2023 aktiv an einem ersten Spiel während dieser Phase beteiligt. Nach Hin- und Rückspiel gegen Burkina Faso schied man aufgrund der Auswärtstorregel jedoch bereits nach der ersten Runde aus.

## Ergebnisse bei Turnieren
| Jahr | Platzierung        |
| ---- | ------------------ |
| 1991 | nicht qualifiziert |
| 1995 | nicht teilgenommen |
| 1999 | nicht teilgenommen |
| 2003 | nicht teilgenommen |
| 2007 | nicht teilgenommen |
| 2011 | nicht teilgenommen |
| 2015 | nicht teilgenommen |

| Jahr | Platzierung        |
| ---- | ------------------ |
| 2011 | nicht qualifiziert |
| 2015 | keine Teilnahme    |
| 2019 | nicht qualifiziert |
| 2023 | nicht qualifiziert |